# Orthosia imitabilis
Orthosia imitabilis là một loài bướm đêm trong họ Noctuidae.